# Shlomo Halevi Alkabetz
Shlomo Halevi Alkabetz (Tessalònica, 1500 - Safed, 1576) (en hebreu: שלמה אלקבץ) va ser un rabí, un cabalista, i un poeta, conegut per haver escrit la cançó Lekhà Dodí.

## Biografia
Alkabetz va estudiar la Torà amb el Rabí Yosef Taitatzak. En 1529, es va casar amb la filla d'Isaac Cohen, un ric pare de família que vivia a Tessalònica. Alkabetz li va donar al seu sogre una còpia de la seva obra recentment completada Manot HaLevi. Es va instal·lar a Edirne, on va escriure Beit Hashem, Avotot Ahava, Ayelet Ahavim, i Brit HaLevi. Aquest darrer treball el va dedicar als seus admiradors a Edirne. Els seus estudiants van incloure al Rabí Samuel Ozida, l'autor del Midraix Shmuel sobre el tractat Pirqé Avot, i el Rabí Abraham ben Mordechai Galante, autor del Yareach Yakar sobre el Zohar. El seu cercle incloïa als rabins Moixè Alshich i Yossef Qaro, i al seu cunyat el Rabí Moisès Cordovero.

## Estada a Safed
Seguint la pràctica descrita al Zohar de recitar passatges bíblics coneguts com a Tikun durant la nit de Xavuot, el Rabí Shlomo, i el Rabí Yossef Qaro, van romandre desperts tota la nit llegint. Durant la recitació dels textos requerits, el Rabí Qaro va tenir una experiència mística: la Shekinah va aparèixer en forma de Maguid, lloant al cercle, i dient-los que havien d'anar a viure a la Terra d'Israel. Quan es van quedar de nou, durant la segona nit de Xavuot, la Shekinah es va mostrar inflexible sobre el seu trasllat a Erets Israel. En 1535 el Rabí Alkabetz es va instal·lar a la ciutat de Safed, que en aquella època formava part de l'Imperi Otomà.

## Pensament
Les seves obres escrites a Edirne se centran en la santedat del Poble d'Israel, la Terra d'Israel, i la importància de les mitzvot. Alkabetz accepta la tradició que Ester estava casada amb Mardoqueu, abans de ser portada al palau del Rei Assuer i convertir-se en Reina, i fins i tot va continuar la seva relació amb Mardoqueu després d'ocupar el seu lloc real. La visió del Midrash articulada per Alkabetz, i pels altres membres de l'escola del Rabí Joseph Taitatsak, representa una extensió de l'autoritat de la Halacà i els midrashim, i porta a la santificació i canonització de la Aggadà i la narrativa bíblica.

## Obres literàries

### Obres impreses
- Ayalet Ahavim (completat en 1532, publicat en 1552) sobre el Càntic dels Càntics.
- Brit HaLevi (publicat en 1563), és un comentari cabalístic sobre la Hagadà de Péssah.
- Lekhà Dodí (publicada en 1579), un himne místic cantat per inaugurar el Shabat.
- Manot HaLevi (completat en 1529, publicat en 1585) tracta sobre el Llibre d'Ester.
- Or Tzadikim, un llibre de sermons.
- Shoresh Yishai (completat en 1552, publicat en 1561) sobre el Llibre de Rut.

### Obres manuscrites
- Apirion Shlomo, Beit Haixem, Beit Tefilà: interpretació de les oracions.
- Divrei Shlomo: tracta sobre els Escrits.
- Lejem Shlomo: tracta sobre la santificació dels aliments.
- Mitato shel Shlomo: tracta sobre el significat místic de les relacions sexuals.
- Naim Zemirot: tracta sobre els Salms.
- Pitzei Ohev: tracta sobre el Llibre de Job.
- Shomer Emunim: tracta sobre els 13 principis fonamentals del judaisme.
- Sukkat Shalom, Avotot Ahavah: tracta sobre la Torà.